# Düsseldorf Baskets
El Düsseldorf Baskets fue un club de baloncesto profesional de la ciudad de Düsseldorf (Renania del Norte-Westfalia), que jugó tres temporadas en la BBL, la máxima categoría del baloncesto alemán. Disputaba sus encuentros en el Castello Düsseldorf, pabellón con capacidad para 3.700 espectadores.

## Historia
El club se formó en 2008, cuando la compañía Bayer decidió reducir su patrocinio del equipo Bayer Giants Leverkusen. Como resultado, los Giants descendieron a Regional 1, el cuarto nivel del baloncesto alemán para reestructurarse. La licencia de la Basketball Bundesliga fue transferida a Düsseldorf. La inversión turística del Grupo Ozaltin, Gloria Hotels & Resorts se convirtió en el patrocinador principal del equipo, que se denominó Düsseldorf Giants. El nombre cambió a Gloria Giants en 2010. En la temporada 2009-10 el equipo descendió de categoría a la 2. Basketball Bundesliga, pero los patrocinadores aseguraron una fuerte inversión y el equipo recibió una wild card para continuar en la máxima categoría.
Al año siguiente el equipo volvió a descender, y esta vez acabó en la ProA. Tras la temporada 2012-13, su licencia fue revocada por la liga, por lo que esa temporada no compitió. En marzo de 2014 se declararon en bancarrota.

## Denominaciones
- 2008–2010: Düsseldorf Giants
- 2010–2012: Gloria Giants Düsseldorf
- 2012–2014: Düsseldorf Baskets

## Trayectoria
| Temporada | Nivel | Liga  | Pos. | Postemporada  |
| --------- | ----- | ----- | ---- | ------------- |
| 2008–09   | 1     | BBL   | 12   | –             |
| 2009–10   | 1     | BBL   | 17   | Descenso      |
| 2010–11   | 1     | BBL   | 18   | Descenso      |
| 2011–12   | 2     | Pro A | 6    | Semifinalista |
| 2012–13   | 2     | Pro A | 3    | Finalista     |